# Thorbjørn Olesen
Jacob Thorbjørn Olesen (Furesø, 21 december 1989) is een golfprofessional uit Denemarken.

## Carrière
Olesen werd in 2008 professional. Hij won de kwalificatie voor de ECCO Tour, speelde in 2009 in de Nordic League waar hij drie toernooien won en naar de Europese Challenge Tour promoveerde. Daar verloor hij de play-off van Floris de Vries op het Mugello Tuscany Open en won hij in juli The Princess op de Båstad Golf Klupp in Zweden. Hij eindigde tijdens seizoen 2010 op de derde plaats en promoveerde naar de Europese PGA Tour. Toch ging hij naar de Tourschool om te proberen een betere categorie op de Tour te bereiken. Daar slaagde hij in, hij eindigde op de 2de plaats achter Pablo Martín.
Vanaf 2011 speelt Olesen voornamelijk op de Europese PGA Tour. In 2012 won hij zijn eerste toernooi op dit niveau dankzij winst op de Siciliaans Open. Twee jaar later was Olesen de beste tijdens de ISPS HANDA Perth International.  In 2015 won hij het Alfred Dunhill Links Championship. Daarmee was hij de jongste Deen die op de Europese Tour drie toernooien won en steeg hij naar nummer 75 op de wereldranglijst. In datzelfde seizoen was hij ook nog de beste op de Turkish Airlines Open. 
In 2016 nam Olesen deel aan de Olympische Zomerspelen, waar hij op de 30e plaats eindigde. 

## Overwinningen
| Jaar | Toernooi                                               | Tour                                          |
| ---- | ------------------------------------------------------ | --------------------------------------------- |
| 2008 | Kwalificatie ECCO Tour                                 | Nordic League                                 |
| 2009 | Hi5 Oliva Nova Open                                    | Nordic League                                 |
| 2009 | Hi5 Open de Quara                                      | Nordic League                                 |
| 2009 | JELD-WEN Masters                                       | Nordic League                                 |
| 2010 | The Princess                                           | Europese Challenge Tour                       |
| 2012 | Siciliaans Open                                        | Europese PGA Tour                             |
| 2013 | Seve Trophy                                            |                                               |
| 2014 | ISPS HANDA Perth International                         | Europese PGA Tour, Australaziatische PGA Tour |
| 2014 | EurAsia Cup                                            |                                               |
| 2015 | Alfred Dunhill Links Championship                      | Europese PGA Tour                             |
| 2016 | Turkish Airlines Open                                  | Europese PGA Tour                             |
| 2016 | ISPS Handa World Cup of Golf, samen met Søren Kjeldsen | World Cup of Golf                             |
| 2017 | GolfSixes, samen met Lucas Bjerregaard                 | Teamevent Europese PGA Tour                   |
| 2018 | Italiaans Open                                         | Europese PGA Tour                             |

## Resultaten op deMajors
| Major                 | 2011 | 2012 | 2013 | 2014 | 2015 | 2016 | 2017 | 2018 | 2019 |
| --------------------- | ---- | ---- | ---- | ---- | ---- | ---- | ---- | ---- | ---- |
| Masters Tournament    |      |      | T6   | T44  |      |      |      |      | T21  |
| U.S. Open             |      |      | CUT  |      |      |      |      | CUT  | CUT  |
| The Open Championship | CUT  | T9   | CUT  | T64  |      | CUT  | T62  | T12  | T57  |
| PGA Championship      |      | T27  | T40  | T30  |      | CUT  | T44  | T56  | T64  |

CUT = miste de cut halverwege